# Hemine
Hemine is een ijzerbevattend porfyrine. Het wordt uit hemoglobine gewonnen en fungeert als enzymremmer bij de behandeling van porfyrie, een zeldzame erfelijke bloedziekte die de spijsvertering, het zenuwstelsel en de bloedsomloop aantast.
Minder dan 2% van de rode bloedcellen bevat hemine.